# 佐田茉莉子
佐田 茉莉子（さた まりこ、1981年11月2日 - ）は、日本のKatharsist（カタルシスト）、美容家、女優、元AV女優。HANAYA PROJECT所属。

## 略歴
長崎県佐世保市出身。父親は会社員、母親は最初は専業主婦で、子供を3人育て、落ち着いてから働きに行くようになった。
高校卒業後は東京の美容学校に行く。ソープランドでの勤務を経て、2020年9月、SODクリエイトの「麗-KIREI SOD-」レーベル第一弾女優としてAVデビュー。
2021年7月よりSODクリエイトの「SOD Star」レーベル専属となる。
光文社『FLASH』発表の2021年セクシー女優ランキング第40位。
2022年4月よりマドンナ専属となる。
2025年3月でのAV女優を引退をSNSで発表。以後も写真集、映画出演は継続する。写真集撮影、および映画作品の監督はマキエマキが担当することが明かされている。

## 人物
- 福岡在住の一人娘を持つシングルマザー[16]で、美容サロン経営[8]、セクシー女優活動を経て前世療法セラピスト、ボランティア活動家として活動する[7]。2022年よりセックスカウンセラー（セクシャルカウンセラーとも呼称[9]）としても活動する[17]。また不動産賃貸業も営む[18]。
- サロンの客からのセックスレスの相談を受ける機会が増えたことがAV女優に興味を持ったきっかけ[8]。
- 実家では性にまつわることが、NGワードになっていなかった[8]。「ドラマや映画で、お茶の間を気まずくさせるシーンが出てくることがあるが、母親はそれを避けるでもなく、その行為がどういうことなのかを『愛』という言葉を使って説明してくれた。そのおかげで性に対して偏見がない」という[8]。幼いころから母親に「男の胃袋と玉袋を掴むべし」と教えられて育った[19]。
- 後述する娘のため、暴力表現のある作品、薬物の出る作品への出演は避けていた[20]。娘には「AVの仕事について見下す人がいるかもしれないけれど、お母さんは誇りと目的を持ってその仕事をするのだ」と伝えたら、娘も「お母さんの好きにしていいよ」と言ってくれたという[8]。
- 愛娘の愛Ris（あいりす）は2.5次元的アイドルとして活動しており、2024年4月12日にファーストDVD「にじいろ」（アースダイバー）、5月27日に同タイトルのファースト写真集を発売[21]。娘の活動にはマネジャーとしてかかわっている[9]。

## 作品
◎はBD版発売作品。

### アダルトDVD / BD
- 「美」と「聡明さ」を兼ね備えた現役美容家 41歳 佐田茉莉子 AV DEBUT（9月10日、SODクリエイト）◎
- 「チ○ポが雄叫びあげる」ほど超気持ちいいリアルメンズエステサロン（10月8日、SODクリエイト）
- 真昼間から若い男のチ○ポをしゃぶって、発情して濡れる女。 旦那とセックスレスの人妻41歳。隣に住む大学生に淫乱な唇を使って不倫SEXにハマる…!（11月26日、SODクリエイト）[22]
- 「お尻は、女の顔なんです。」 アラフォーの美意識の高い尻が堪能できる大人のスポーツコスプレ3SEX（12月24日、SODクリエイト）

- 「これが本物のSEXだと思ってます…」 中出し解禁 濃厚精子7発 41歳 佐田茉莉子（1月21日、SODクリエイト）
- 卑猥な接吻で貪り合う旦那不在の2時間。ホテル密会不倫で中出し性交 美容師 佐田茉莉子 41歳（3月25日、SODクリエイト）
- 本物元超高級風俗嬢 リアル経験者の凄腕テクニック 佐田茉莉子 41歳（5月20日、SODクリエイト）
- 極綺麗専属初共演 相馬茜×佐田茉莉子 Wキャスト おしゃぶり奥様がおうちにウーバー○ーツを頼んで、若い男を誘惑して連続射精で抜きまくる! 欲求不満の人妻たちが1本のチ○ポを奪い合い、若い男の濃厚精子をW凄テクですべてを搾り取る! 合計8発（6月24日、SODクリエイト）
- 【アラフォーエロス狂い咲き 超恍惚 3本番SEX】 SODstar 佐田茉莉子 42歳  開花宣言。 「オトナの艶美がイキ乱れる」（7月22日、SODクリエイト）
- エグすぎる乳首舐め（8月26日、SODクリエイト）
- あの日、私は社長と秘書以上の関係になりました…。 最初の離婚後、エロ社長に拾われてオフィス内で周りにバレながらも性処理まですることに。（9月23日、SODクリエイト）
- エロ過ぎる絶倫女王様まりこ 普段は、シングルマザーでセラピストをしている真面目な熟女の裏顔は、M男を飼いならす絶倫女王様。吸引力がヤバすぎるしつこいフェラと耳元で淫語を囁かれ続けられ竿と脳内が狂うまでSM中出し性交（10月21日、SODクリエイト）
- 20年ぶりに再会した元カレと狂ったようにハメまくった三日間（11月25日、SODクリエイト）
- 「もう、あなたのチンポ以外考えられない…」夫の連れ子に毎日毎日孕むまで中出し強要。あまりの絶倫生チ○ポに夫より感じてしまった…（12月23日、SODクリエイト）

- 美熟女のリアル美容部員まりこさん(42歳)の妖艶ねっちょり淫語で中出し昇天させる大人気のエステサロン（1月27日、SODクリエイト）
- 僕は子供部屋おじさんです。母で性欲処理をすませています。東京港区 白金高輪に住むママ 佐田茉莉子（2月23日、SODクリエイト）[23]
- アラフォー美熟女の全身からあふれ出すエロスの熱気と汗。一滴残らずねっとり舐められながら密着中出し性交 佐田茉莉子42歳（3月24日、SODクリエイト）
- 電撃移籍 Madonna専属 佐田茉莉子 美容家が美を捨てて乱れる野獣ベロキス3本番（4月26日、マドンナ）◎ [24]
- Madonna電撃移籍第2弾!! 卒業式の後に…大人になった君へ義母からの贈り物―。（5月24日、マドンナ）
- 出張先のビジネスホテルでずっと憧れていた女上司とまさかまさかの相部屋宿泊 佐田茉莉子（6月28日、マドンナ）
- 妻には口が裂けても言えません、義母さんを孕ませてしまったなんて…。-1泊2日の温泉旅行で、我を忘れて中出ししまくった僕。- 佐田茉莉子（7月26日、マドンナ）
- 母をイジメっ子の同級生にNTRれたいじめられっ子の僕 佐田茉莉子（8月23日、マドンナ）
- 汗ほとばしる人妻の圧倒的な腰振りで、僕は一度も腰を動かさずに中出ししてしまった。佐田茉莉子（9月27日、マドンナ）[25]
- 中年男が群がる未亡人輪姦ー。 夫だけに“純潔”を捧げた、貞淑な人妻の悲劇…。佐田茉莉子（10月25日、マドンナ）
- 妻の妊娠中、オナニーすらも禁じられた僕は上京してきた義母・茉莉子さんに何度も種付けSEXをしてしまった…。佐田茉莉子（11月22日、マドンナ）

- NGR―ナガサレ―義弟に犯され初めての絶頂を知った嫁（3月28日、マドンナ）
- 佐田茉莉子 The First Anniversary BEST 3枚組12時間（4月11日、マドンナ）※単体ベスト
- 佐田茉莉子 『ごっくん』初解禁!! あの男の醜い精液を私は朝昼晩と飲まされ続けています―。 精飲 『本物精子』× 凌辱ドラマ（4月25日、マドンナ）
- 凌辱 INN ～肉奴隷を義務付けられた気高きホテルの受付嬢～ 佐田茉莉子（5月23日、マドンナ）
- 人妻秘書、汗と接吻に満ちた社長室中出し性交 誰もが待ち望んでいた美熟女、遂に登場－。佐田茉莉子（6月27日、マドンナ）◎
- 部員数1名、顧問は私ひとり。二人きりの放課後で生徒を誘惑して、何度も何度もSEXしてしまったー。 佐田茉莉子（7月25日、マドンナ）
- 木下凛々子 × 佐田茉莉子レズ“初”解禁作―。 シン・レズ狂い 巨匠ながえ監督 10年の時を超えて贈る、官能レズビアンの世界－。（8月8日、マドンナ）◎
- 佐田茉莉子が《痴女》凄テクと淫語でM男ペットに死ぬほど我慢させる《絶望的》射精コントロール!!（9月12日、マドンナ）
- 四六時中、娘婿のデカチ○ポが欲しくて堪らない義母の誘い 佐田茉莉子（10月24日、マドンナ）
- 高級ソープに行く為、お金と精子を溜めて1ヶ月後―。巨乳むっちり淫乱寮母に理性が崩壊して精子が枯れ果てるまで生ハメしまくった!! 佐田茉莉子（11月28日、マドンナ）
- 夫の身代わりになった高慢女上司、恥辱のクレーム対応ー。悪質男に固定バイブを強制されて謝罪と絶頂を繰り返す人妻ー。 佐田茉莉子（12月26日、マドンナ）
- 世界一豪華な記念作!! マドンナ20周年記念 湯煙舞う中出し無制限史上初ALL専属バスツアー!! 前編 4時間OVER 2枚組!!（12月26日、マドンナ）◎

- 息子の友達の制御不能な絶倫交尾でイカされ続けて… 佐田茉莉子（1月30日、マドンナ）
- 世界一豪華な記念作!! マドンナ20周年記念 感動と絶頂のフィナーレ 湯煙舞う中出し無制限史上初ALL専属バスツアー!! 後編 ～大競’宴’はまだまだ終わらない!! 中出し無制限の大乱交!!～（1月30日、マドンナ）◎
- 逆NTRエステサロン ～妻の友人の甘トロ焦らしマッサージに身も心も蕩け堕ちて～ 佐田茉莉子（2月27日、マドンナ）
- 会社のアラフォー女上司に《終電後》に持ち帰りされて、搾精され続けた週末―。 佐田茉莉子（3月26日、マドンナ）
- 永遠に終わらない、中出し輪姦の日々。 佐田茉莉子（4月23日、マドンナ）
- 妻の携帯がラブホテルを示しているー。 位置情報アプリNTR 佐田茉莉子（5月28日、マドンナ）
- 「私のクラスに童貞はいない。」 佐田茉莉子（6月25日、マドンナ）
- 息子の友人ともう5年間、セフレ関係を続けていますー。 年下の子と不埒な火遊び… 中出し情事に溺れる私。 佐田茉莉子（7月23日、マドンナ）
- 大人のフェロモン淫語と清楚なのにエグい施術で金玉が空っぽになるまでヌイてくれる アチージョ式メンズエステ 佐田茉莉子（8月27日、マドンナ）
- 娘の身代わりに同人AVデビューした母 佐田茉莉子（9月24日、マドンナ）
- 愛する8人の息子たちと子育てSEXに溺れる、大家族”近親相姦”性活 とある大家族の母茉莉子さんの奮闘記―。 佐田茉莉子（10月22日、マドンナ）
- Madonna専属 佐田茉莉子 初緊縛作品!! 麻縄に溺れた人妻（11月26日、マドンナ）
- 僕はマダムのおつかい役 ～新入社員を振り回す社長夫人の調教情事～（12月24日、マドンナ）

- 寝取らせ精飲輪姦 愛する妻のクチとマ×コを精液漬けにして下さい 佐田茉莉子（1月28日、マドンナ）
- 「初めての相手が年上じゃイヤかな?」 彼女のお姉さん（人妻）は僕のセフレ妹の彼をこっそり弄び自分好みに教育して不貞中出し三昧 佐田茉莉子（2月25日、マドンナ）
- AV引退 佐田茉莉子 地元・福岡で全てを晒した彼女の1泊2日リアルSEXドキュメント!!（3月25日、マドンナ）◎
- 佐田茉莉子 -引退- COMPLETE BEST 16時間 電撃移籍から、絶頂と涙の引退作まで圧巻の全30作品を収録ー。（7月29日、マドンナ）※単体ベスト

### アダルトVR
- 部下であるボクが高級タワーマンションに招かれて― 女社長と時間を忘れるほど濃密な高級ランジェリー不倫情交 女社長(CEO) 佐田茉莉子 41歳（11月26日、SODクリエイト）
- こんな時代だから究極の心のケアをお届けします。唾液飲ませ・おしゃぶり授乳・尻揉みリハビリ・幸せセックス介護優しさの満ちあふれている美人訪問介護士がリアルにあなたの心を癒します! 介護VR（12月24日、SODクリエイト）

- 本物元超高級ソープ嬢 熟練の技術と熟女の色香! 最高の癒しと至高の快楽をリアルに堪能できるラグジュアリーソープ（5月17日、SODクリエイト）
- マジックミラーペアルームNTRエステ 隣で若くて巨乳な自慢の彼女がヤラれているのに僕は熟女の熟練のテクに抗えず勃起してしまいそのままナマSEX（6月24日、SODクリエイト）
- SODVR1000作品突破記念スペシャル第3弾!! 絶倫で欲求不満の団地妻たちに夫婦ごと犯される。ゴン責めされまくり美肉ハーレム 佐田茉莉子 有岡みう 鈴木さとみ 滝川恵理 吉根ゆりあ 新田みれい（10月4日、SODクリエイト）

- マドンナVR初登場!! 壁ドン 顎クイ 年上女性に堕とされる極上体験VR― 抗えぬ大人の距離感―。 佐田茉莉子（8月19日、マドンナ）

- 超高画質8K VR 「今日は素の私と一杯エッチしようね」 Madonna専属・佐田茉莉子といく一泊二日のイチャラブ温泉旅行（2月28日、マドンナ）

### アダルト配信
- 配信限定 ハメ撮り MADOOOON!!!! マドンナ専属女優の『リアル』解禁。佐田茉莉子（2023年7月4日、マドンナ）

### イメージDVD / BD
- WHITE LOVE 佐田茉莉子（2021年12月3日、ファインピクチャーズ）◎
- 誘引 ～eternity～ 佐田茉莉子（2024年1月28日、oldman par）◎

### 写真集
- 艶ぱら 佐田茉莉子（2021年9月18日、竹書房、撮影:マキハラススム） ISBN 978-4-8019-2783-4 [26]
- 誘引 ～eternity～ 佐田茉莉子写真集（2024年1月24日、ジーウォーク、撮影：太田清隆）ISBN 978-4-86717-663-4 [27]

### デジタル写真集
2021年
- 【アラフォーエロス狂い咲き 超恍惚 3本番SEX】 SODstar 佐田茉莉子 42歳 開花宣言。 「オトナの艶美がイキ乱れる」（7月22日、ソフト・オン・デマンド）
- エグすぎる乳首舐め 佐田茉莉子 42歳（8月26日、ソフト・オン・デマンド）
- あの日、私は社長と秘書以上の関係になりました…。 最初の離婚後、エロ社長に拾われてオフィス内で周りにバレながらも性処理まですることに。（9月23日、ソフト・オン・デマンド）
- エロ過ぎる絶倫女王様まりこ 普段は、シングルマザーでセラピストをしている真面目な熟女の裏顔は、M男を飼いならす絶倫女王様。吸引力がヤバすぎるしつこいフェラと耳元で淫語を囁かれ続けられ竿と脳内が狂うまでSM中出し性交（10月21日、ソフト・オン・デマンド）
- 佐田茉莉子 ザ・ベスト Vol.1（11月20日、ソフト・オン・デマンド）
- 佐田茉莉子 ザ・ベスト Vol.2（11月20日、ソフト・オン・デマンド）
- 20年ぶりに再会した元カレと狂ったようにハメまくった三日間（11月25日、ソフト・オン・デマンド）
- 「もう、あなたのチンポ以外考えられない…」夫の連れ子に毎日毎日孕むまで中出し強要。あまりの絶倫生チ○ポに夫より感じてしまった…（12月23日、ソフト・オン・デマンド）

2022年
- WHITE LOVE デジタル写真集 佐田茉莉子（1月12日、ファインピクチャーズ、撮影：SHOOTING STAR）

2024年
- れいむ 佐田茉莉子 vol.01～vol.04（2月23日、ジーウォーク、撮影：太田清隆）

2025年
- 佐田茉莉子ファイナル写真集 さよならMARIKO（7月10日、徳間書店、撮影：Kendrick Watanabe）

## 出演・掲載

### 配信
- 聖ファレノ女学院（2021年5月28日-6月18日、FALENO Official Channel/YouTube）

### ラジオ
- 紗倉まなとニューヨークのマジックミラーナイト（2021年9月4日・11日、文化放送）[28]

### テレビドラマ
- 桃色探訪〜伝説の風俗〜 第四弾（2022年1月29日、チャンネルNECO） - 白鳥マユ 役[29]

### 雑誌
- 月刊ソフト・オン・デマンド10月号 VOL.13（ソフト・オン・デマンド） - 「佐田茉莉子グラビア&インタビュー
- 週刊実話 2020年10月1日号（日本ジャーナル出版） - 袋とじ「41歳美容サロン経営者が脱いだ!!」
- 月刊FANZA 2020年11月号（ジーオーティー） - インタビュー「HATSUMONO!」
- 週刊ポスト 2020年12月11日号（小学館） - 「令和に大当たりした最強AVはコレだ!」
- 月刊ソフト・オン・デマンド 1月号増刊 SOD本物人妻・熟女妻（ソフト・オン・デマンド） - グラビア
- 月刊ソフト・オン・デマンド 2月号増刊 月刊SOD PREMIUN 2020 グラビアスペシャル（ソフト・オン・デマンド） - グラビア
- 週刊アサヒ芸能 2021年2月4日号（徳間書店） - 袋とじ「麗しきセレブの美しい恥部」
- 月刊ソフト・オン・デマンド 4月号増刊 SOD本物人妻・熟女妻　Vol.2（ソフト・オン・デマンド） - 表紙、グラビア
- 月刊ソフト・オン・デマンド 10月号増刊 SOD本物人妻・熟女妻　Vol.3（ソフト・オン・デマンド） - 表紙、グラビア、インタビュー
- 週刊現代 2021年9月4日号（講談社） - グラビア「官能のヘアヌード 42歳 職業・美容研究家」
- 週刊実話 2021年9月9日（日本ジャーナル出版） - 袋とじ「魔性の色香」
- 月刊ソフト・オン・デマンド 12月号 VOL.27（ソフト・オン・デマンド）
- 月刊ソフト・オン・デマンド 2月号増刊 月刊SOD PREMIUN 2020 グラビアスペシャル（ソフト・オン・デマンド） - グラビア